# Margarete Steiffová
Margarete Steiffová (celým jménem Apollonia Margarete Steiff; 24. července 1847, Giengen an der Brenz – 9. května 1909, tamtéž) byla německá podnikatelka, zakladatelka světoznámé továrny na hračky, která nese její jméno Spielwarenfabrik Steiff GmbH.

## Životopis

### Nemoc a chuť do života
Příběh této ženy zní trochu jako pohádka. Dne 24. července 1847 se v Giengen an der Brenz narodila Appolonia Margarete Steiffová jako třetí ze čtyř dětí. Měla dvě starší sestry a o něco později bratra. Její otec Friedrich Steiff byl stavebním mistrem v Giengenu a matka Maria Margarete Steiffová, rozená Hähnle, vedla domácnost a podporovala manžela v práci.
Margarete byla velmi živé dítě a bez problémů rostla a vyvíjela se – ale bohužel jen do osmnácti měsíců. V tomto věku onemocněla dětskou mozkovou obrnou. Nemoc jí způsobila ochrnutí nohou a obtížné zvedání pravé ruky.

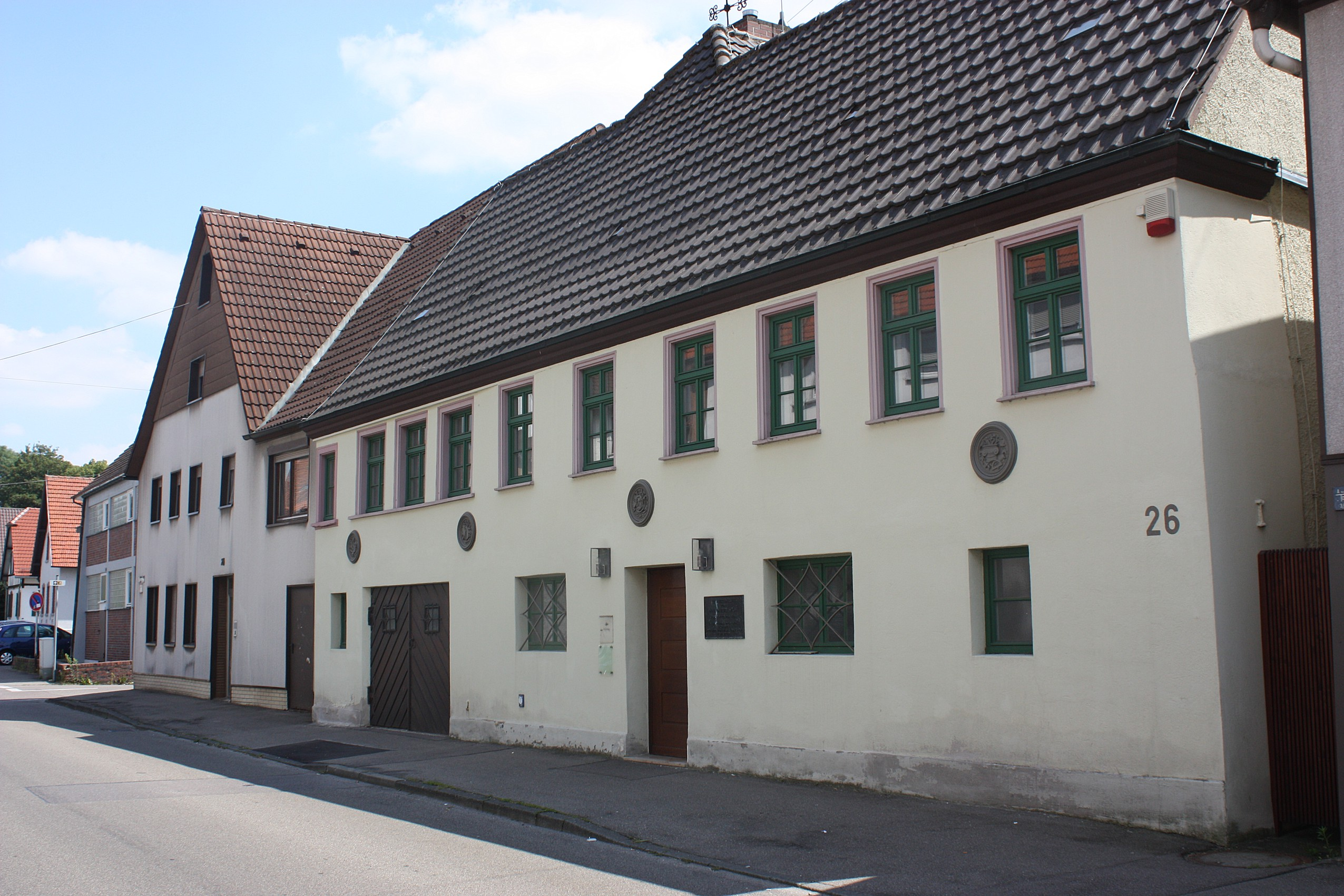
Rodný dům Margarete Steiffové

Nemoc nezabránila tomu, aby se z Margarete Steiffové stalo veselé dítě s nadprůměrným prospěchem a skvělými organizačními schopnostmi. Kdykoli jí to čas dovolil, hrála si Margarete s dětmi ve vesnici. Starala se také o děti matek, které musely pracovat.
V době, kdy Margarete nastoupila do školy, nastanly organizační problémy. Ale naštěstí se vše rychle vyřešilo – do školy ji doprovázely sestry a děti od sousedů a do schodů ji nosila paní, která bydlela nedaleko školy. Ve škole se jí velmi líbilo a její znalosti ji rychle řadily mezi nadprůměrné. Ve volném čase si hrála s ostatními dětmi – byla velmi kreativní a stále přicházela s novými nápady, jak si hrát s ostatními. To byl její velký dar, který jí v budoucím životě hodně pomohl – Margarete uměla jednat s lidmi, uměla je správně motivovat a ukázat jim, co a jak mají dělat. Kromě toho chodila hlídat malé děti, když jejich matky byly v práci.

### Překračování hranic (1856–1877)
Margarete byla doma velmi přísně vychovávána, a proto se velmi těšila na léto 1856. Odjela do Ludwigsburgu, kde nějakou dobu pobývala v rodině dětského lékaře doktora Wernera. Zde měla podstatně větší volnost, kterou si nesmírně užívala. V rodině se velmi rychle zabydlela a netoužila po návratu domů. Po neúspěšné operaci nohy však odjela na léčení do Vildbadu. Léčbu si užívala plnými doušky. Margareta duševně a citově dozrávala, ale nemoc se nelepšila. Stále se pohybovala mezi Ludwigsburgem a Wildbadem. V listopadu 1856 se vrátila do Giengenu. Po přestávce ve škole měla co dohánět, ale jako ambiciózní mladá dívka rychle dosáhla požadované úrovně.
Dalším Margaretiným přáním bylo navštěvovat školu šití. Její otec s tím zpočátku nesouhlasil, protože ji chtěl ochránit před případným neúspěchem. Ale byla to její silná vůle, která zase ukázala, že ji rodiče podcenili. I když jí to trvá podstatně déle a zpočátku musela žádat o pomoc své sestry a další lidi, po několika letech se z ní stala dokonalá švadlena.
Margarete se znovu a znovu snažila posunout své hranice. Byla zde nová výzva –  naučit hrát na citeru.
Margarete odešla ke své tetě Apolonií Hänleové, aby jí ušila svatební výbavu. Později pracovala u místního faráře Grosse, kde se ji velmi líbilo.
Přibližně v sedmnácti letech pochopila, že její nemoc nelze vyléčit. Cítila, že se musí se svou nemocí smířit, přijmout ji, najít svůj klid, aby mohla jít dál.
V roce 1874 její otec plánoval přestavbu domu a v prvním patře mimo jiné vybudoval krejčovskou dílnu. Společně se sestrami Marií a Paulinou začaly doma šít. Jejich práce byla však stále známější a žádanější a po nějaké době si mohly dovolit koupit vlastní rukou poháněný šicí stroj – první v Giengenu. Margarete však neuměla otáčet kotoučem pravou rukou, a tak se musela naučit šít s otočeným strojem – levou rukou otáčela kotoučem a pravou posouvala látku. Klientela se rozrůstala. Margarete šila i moderní šaty, ale mnohem raději šila oblečení pro děti.
V roce 1870 se vdala její sestra Pauline a o tři roky později Marie. Margarete začínala cestovat. Nejprve do Geislingenu, Heidenheimu, Gerstettenu a po delší přestávce následovaly cesty do Neckarsulmu, Stuttgartu, Hochbergu, Ludwigsburgu, Augsburgu a později ještě do Hörbranzu a Lindau – stále s přáteli a příbuznými.

### Oděvy a plstěná zvířata (1877–1894)

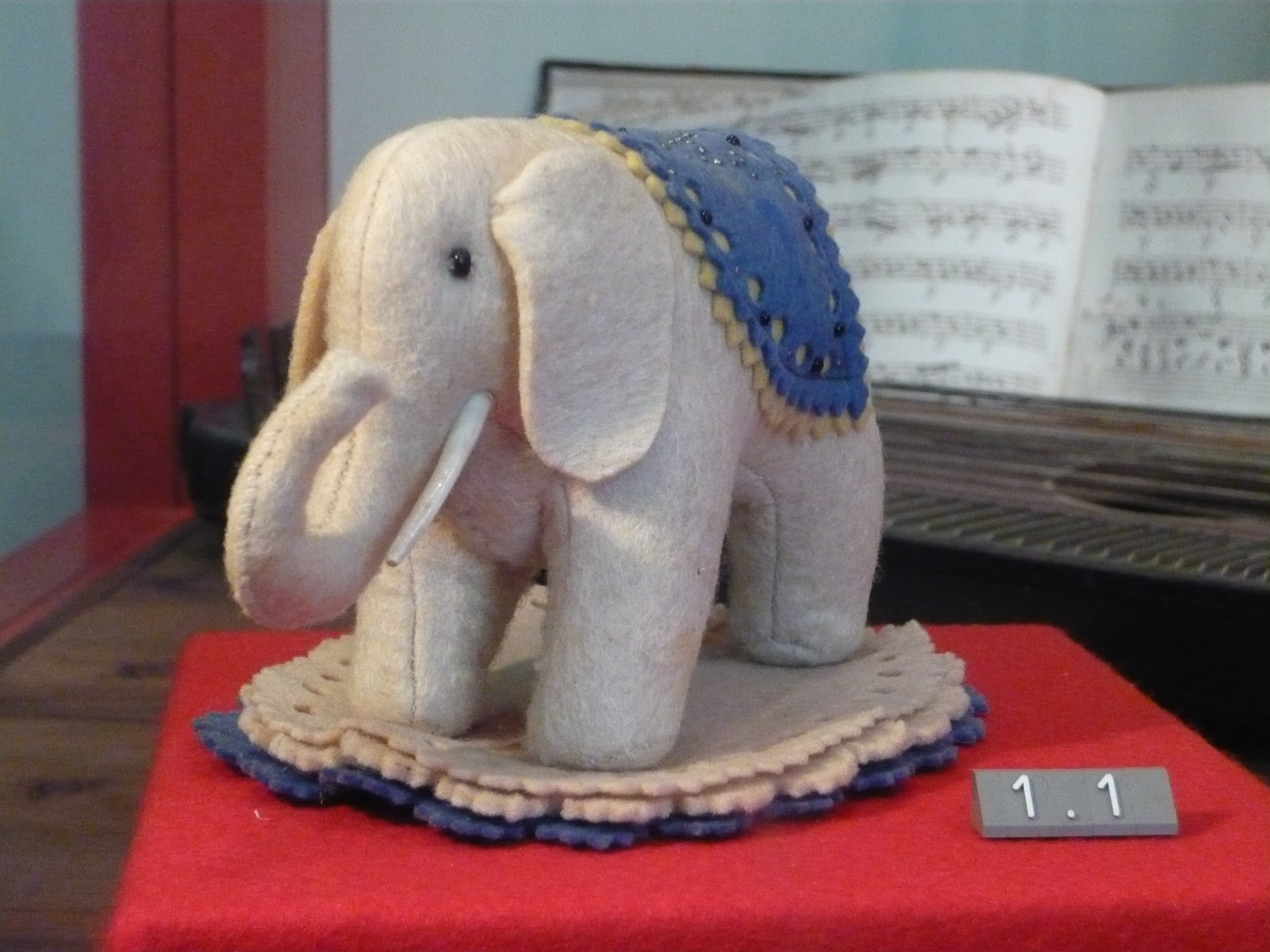
Slon v expozici muzea v Giengenu

Margarete stále pracovala v domě svých rodičů.
Na popud Adolfa Glatze zahájila v roce 1877 obchodovat s plstí a stala se tak první asistentkou. Wilhelm Adolf Glatz (1841–1916) původně pracoval v továrně na papír a v roce 1871 se oženil se sestrou Hanse Hänleho, majitele továrny na plsť. Byl to právě Glatz, kdo Margaretu povzbuzoval a radil jí, aby začala podnikat. Po mnoho let jí samozřejmě pomáhal i finančně. Margarete šila dámské plstěné sukně pro Ch. Siegle ve Stuttgartu a také pro maloobchod a také šila dětské kabáty.
Obrat se neustále zvyšoval – z krejčovství se stala malá továrna.
Její bratr Fritz se postupně stal otcem šesti synů, s nimiž měla Margarete velmi blízký vztah. Každý den přicházeli k ní domů, ale také do dílny. Margarete zářila optimismem a přízní vůči ostatním lidem. Dokázala velmi dobře vycházet s dětmi, přesně reagovala na jejich potřeby s empatií a humorem. Tato citlivost se odrážela i v atmosféře, která panovala v dílně. Nebyla to klasická šéfová – Margarete nadále pracovala jako švadlena a pomáhala, kde se dalo.
V roce 1880 Margarete objevila v módním časopise model plstěného slona. To ji přimělo ušít osm podobných slonů – jehelníčků pro svou vánoční kolekci. Slůňata byla krásná a nadšeně přijata. Pozorovala děti, které si se slony hrály. Ale i po Vánocích byl o slůňata zájem a lidé se ptali, zda se budou vyrábět i nadále. Vedle oblečení se tedy šily i zvířátka. Fritze napadlo prezentovat slony na trhu v Heidenheimu. Margarete a ostatní švadleny ušily dvě tašky plné malých slonů.
Úspěch byl obrovský – všechna zvířata byla v krátké době prodána. V této době byla "měkká" zvířátka něčím novým, s čím si lze hrát. Margarete se rozhodla navrhnout další zvířata – kočky, živě vypadající psy a růžová prasátka. Z krejčovské dílny se postupně stávala továrna na plstěné věci a hračky.
Fritz byl stále tím, kdo své sestře přinášel nové cíle. V roce 1883 se staral o to, aby její výrobky byly přijaty a vystaveny na exportním táboře ve Stuttgartu. Rok od roku prodej výrobků rostla a kolekce se neustále rozšiřovala. V roce 1886 kupila Margarete plsť za 1460 marek, v roce 1888 za 2700 marek a v roce 1890 za 5070 marek.
V roce 1888 převzal Fritz stavební firmu svého otce. V Giengenu je velmi váženým občanem. Brzy požádal Margaretu, aby se odstěhovala z domu svých rodičů, protože její dílna byla již příliš malá na výrobu požadovaného zboží. Postavil jí dům v Mlýnské ulici (Mühlstrasse), aby v něm mohla podnikat i bydlet a který splňoval všechny její potřeby. V patře byl byt s velkým arkýřem, ze kterého bylo vidět celou ulicí. V přízemí se nacházel čtvercový obchůdek se dvěma výkladci a ten byl samozřejmě určen k prodeji plstěných hraček.
V následujících letech se obchod společnosti velmi pozitivně rozvíjel a v roce 1892 byl vytištěn první ilustrovaný katalog. Kromě slonů se v sortimentu objevily opice, osli, velbloudi, prasata, myši, psi, králíci a žirafy.
Dne 3. března 1893 byl Margaretin podnik zapsán do obchodního rejstříku pod názvem "Margarete Steiff, Filzspielwarenfabrik Giengen/Brenz". Firma měla čtyři zaměstnankyně v dílně a dalších deset žen pracovalo doma. Příjem v tomto roce činil 12 tisíc marek za plstěné výrobky a 28 tisíc marek za hračky.
V roce 1894 byla Margarete pracovně pozvána do St. Gallenu. O něco později dostala zakázky z Berlína, Rothenburgu a dokonce i ze zahraničí. V době, kdy Fritzových šest synů dospělo, jim Margarete nabídla spolupráci v podnikání. Pět z nich bylo připraveno nastoupit, a to i vzhledem k jejich vzdělání – designéři, inženýři a podnikový ekonom. Tak byl položen základní kámen rodinného podniku.

### Vzestup (1894–1903)
První zástupce firmy na přelomu let 1894–1895 přivezl výrobky Steiff k prezentaci a od roku 1895 se stává spolumajitelem berlínské firmy.
V roce 1897 se k rodinnému podniku připojil Fritzův druhý nejstarší syn Richard. Už jako dítě měl k Margaret nejblíže. Mezitím absolvoval uměleckou školu ve Stuttgartu a následně si rozšířil studia v Anglii. Richard měl přirozený smysl pro obchod a přinášel do společnosti mnoho nových kreativních nápadů.
Richard hned od začátku zastupoval společnost na výstavě v Lipsku. V té době již společnost dosahovala obratu 90 000 marek ročně. Spolu se svými bratry (Franz, Otto, Hugo a Paul) pak pracoval na prodeji, reklamě, výrobě a celkovém zlepšování továrny.
Margarete byla stále duší společnosti a dohlížela na její celkový chod. Navzdory svému postižení dokázala řídit výrobu produktů i se na ní podílet, motivovala zaměstnance a udržovala na pracovišti neustále pozitivní atmosféru. Byla však také velmi kritická – mnoho věcí vracela ke zlepšení nebo dokonce k úplnému přepracování. Zvířata stále vnímala jako něco, k čemu si děti vytvářely vztah. Proto musely být její hračky kvalitní. Totéž platilo pro materiály, ze kterých byly hračky ušity. Hračky byly plněny ovčí vlnou a v devadesátých letech 20. století jemným dřevěným vláknem. V aktuálním katalogu byly hračky prezentovány jako lehké, měkké a čisté – bez pilin, zvířecích chlupů a korkového odpadu.
Trh s látkovými zvířaty se rozšiřoval nejprve v Evropě a později v Americe. V roce 1900 umřel její bratr Fritz a Margarete vložila veškerou energii do své práce. Vztah se syny se nadále prohluboval. Zejména Richard stále přinášel mnoho nových nápadů a usilovně pracoval na vytváření nových produktů. První modely však stále šila sama Margarete.

### Další rozmach a smrt (1903–1909)
V roce 1903 začala stavba nového výrobního závodu – dvoupatrové budovy z betonu a skla s rampou do prvního patra. Tam se Margarete mohla bez problémů pohybovat po celé budově. Každý den zkoušela a kontrolovala nové modely, malovala (pracovala se stříkací pistolí a zdobila hotové výrobky). Pravidelně navštěvovala švadleny, preparátorky a vyšívačky.
Již v roce 1902 Richard začal vyvíjet nový druh látkové hračky, která měla pohyblivé ruce a nohy, s kožešinou z mohérového plyše a skleněnýma očima. Margarete byla zpočátku skeptická, zda se tato poměrně drahá hračka prosadí na trhu. Toto rozhodnutí představovalo velké riziko, protože v případě neúspěchu bylo ohroženo financování současné výroby. Na Richardovo naléhání se tedy rozhodlo ušít prvního medvídka a zároveň se rozběhla další výroba. Zpočátku hračka neměla úspěch. Úspěch přišel až na trhu v Lipsku, kde jeden Američan obchodník Hermann Berg a na poslední chvíli koupil stovku  a objednal dalších 3000 kusů.
Plyšový medvídek se stal bestsellerem na světové výstavě v St. Louis. Prodalo se ho 12 tisíc kusů. Margarete a Richard získali zlatou medaili a společnosti bylo uděleno nejvyšší ocenění (Grand Prix).
V letech 1903–1907 se výroba výrazně zvýšila na 1 700 000 zvířecích hraček. Přímo v továrně bylo zaměstnáno 400 lidí a dalších 1 800 žen vyrábělo hračky doma.

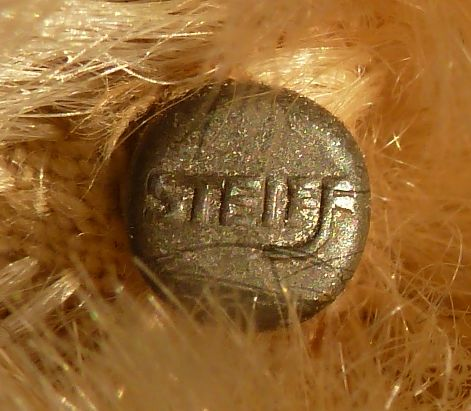
"Knopf im Ohr" (nýt v uchu)

V Americe byl plyšový medvídek absolutním vítězem. Své pozdější jméno Teddy dostal podle prezidenta Theodora "Teddy" Roosevelta. Začalo se používat v roce 1906.
Rostoucí konkurenční tlak však vyžádal nová opatření. Společnost Margarete nechtěla vést cenovou válku se svými konkurenty, ale musela najít způsob, jak své výrobky odlišit. Franz přijšel s nápadem, aby každá z jejich zvířecích hraček byla opatřena nýtem v uchu. Vznikl tak název "Knopf im Ohr", který se dodnes používá při výrobě originálních hraček Steiff.
V roce 1908 došlo v Americe k finanční krizi, která měla pro společnost velmi nepříznivé důsledky. Všechny objednávky byly zrušeny a na skladě zůstalo obrovské množství hotových medvídků.

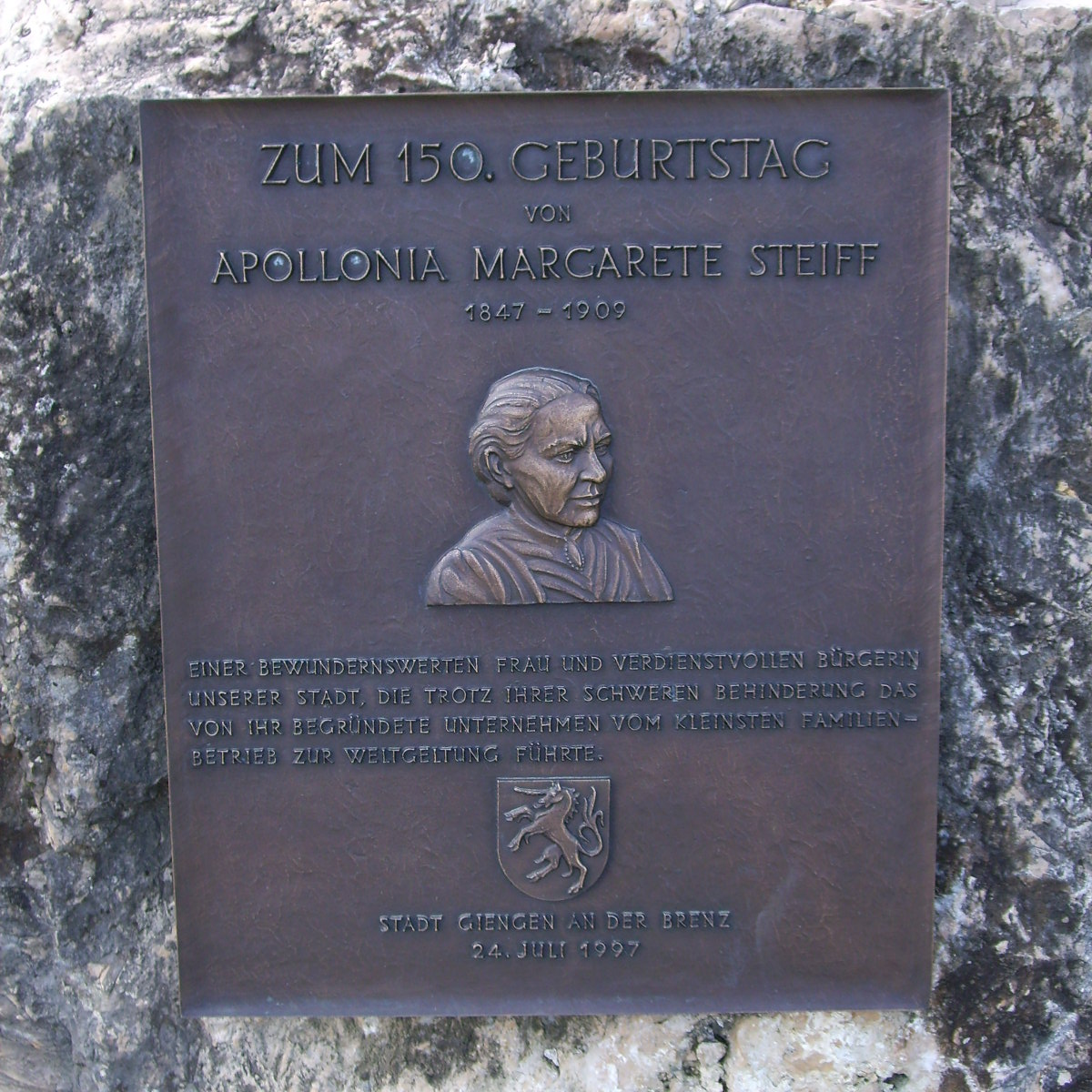
Pamětní kámen před areálem společnosti

Margarete prožívala rozmach firmy a zároveň i krizi velmi osobně a intenzivně. Byla však den ode dne unavenější, a tak ji lidé vídávali jen sedět u okna jejího bytu a sledovat dění ve firmě. Margareta cítila, že se její život chýlí ke konci. Dne 9. května 1909 umírá Margarete Steiffová ve věku 61 let na zápal plic.
Její zpočátku beznadějně vyhlížející budoucnost však ukázala, čeho lze dosáhnout odvahou, silou, srdcem a vůlí. Rodina, personál i ostatní obyvatelé Giengenu nesli její smrt velmi těžce. Společnost, která nese její jméno, funguje v duchu jejího založení dodnes.

## Margarete Steiffová v umění
- Životopisný film byl natočen v roce 2005.[13]
- O Margarete Steiffové v roce 1992 nazpíval píseň Pavol Hammel.[14]